# Ruth Muskrat Bronson
Ruth Muskrat Bronson (3 de outubro de 1897 – 12 de junho de 1982) foi uma poeta, educadora e ativista dos direitos indígenas Cherokee. Depois de completar sua educação, Bronson tornou-se uma alta funcionário do Escritório de Assuntos Indígenas nos Estados Unidos. Ela também serviu como secretária-executiva para o Congresso Nacional dos Índios Americanos e criou seu serviço de notícias legais. Depois de uma década de trabalho em Washington, D.C., Bronson mudou-se para o Arizona e serviu como uma especialista em educação para a saúde no Serviço de Saúde indígena e foi homenageada após a sua aposentadoria pelo serviço público pelo Oveta Culp Hobby, do Departamento de Saúde, Educação e Bem-estar. Ela continuou a trabalhar para os direitos indígenas, especialmente para sua participação no próprio desenvolvimento e liderança no setor privado, até a sua morte.

## Início da vida

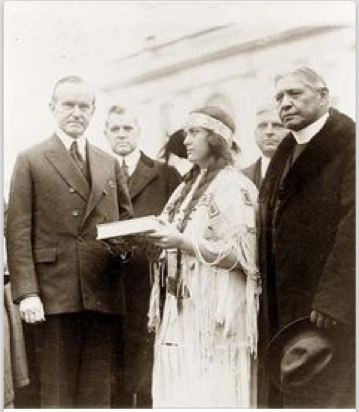
O presidente Calvin Coolidge presenteado com um livro escrito por G. E. E. Linquist, intitulado "O Homem Vermelho nos Estados Unidos" (1919). Ruth Muskrat Bronson (centro) fez a apresentação para o Presidente Calvin Coolidge, em nome da "Comissão de Cem" com o Rev. Sherman Coolidge (direita), em dezembro de 1923.

Ruth Margaret Muskrat nasceu em 3 de outubro de 1897 em White Water, na Reserva de Delaware em Território indígena, filha de Ida Lenora (nascida Kelly), de origem britânica, e James Ezekial Muskrat, um Cherokee, cujos antepassados haviam participadoda Trilha das Lágrimas da Geórgia ao Território Indígena no século 19. Ela estudou no Instituto de Tecnologia, em Tonkawa, graduando-se em 1916. Ela continuou sua educação em Henry Kendall College em Tulsa. Dificuldades financeiras, em seguida, obrigaram-na a interromper sua formação abruptamente e lecionar por dois anos para ganhar dinheiro suficiente para continuar a sua escolaridade.

## Carreira
Assim que se formou, Muskrat começou a trabalhar como professora e, em seguida, como coordenadora. Ela ganhou o Prêmio Henry Morgenthau em 1926 por sua capacidade educional. Em 1928, Muskrat casou-se com John F. Bronson e eles adotaram uma garota nativa. Em 1931, o Escritório de Assuntos indígenas (BIA, em inglês) criou um novo programa para melhorar as oportunidades educacionais para os Nativo-Americanos. Bronson foi nomeada coordenadora do programa com a tarefa de ajudar os diplomados a conseguir um emprego. Em 1937, recebeu a Medalha de Conquista Indígena pelo Conselho Indígena de Fogo, aliás a segunda mulher a ter recebido o prêmio desde a sua criação. Bronson foi encarregada de distribuir empréstimos e bolsas de estudo do governo para os estudantes, bem como ajudá-los a encontrar estágios. Ela permaneceu no cargo na BIA até 1943.

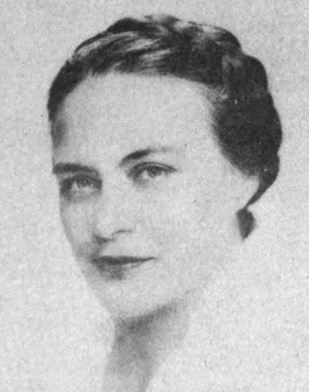
Ruth Muskrat Bronson, 1947

Bronson passou alguns anos cuidando de sua filha, por mais que tenha publicado vários livros e artigos, incluindo Indians are People Too (1944) (1944), The Church in Indian Life (1945) e Shall We Repeat Indian History in Alaska? (1947) nesse período. 
Em 1957, Bronson mudou-se para o Arizona e tornou-se uma especialista em educação para a saúde na reserva Apache San Carlos para o Serviço de Saúde indígena. Durante o mesmo período, atuou como vice-presidenta da organização filantrópica ARROW. Em 1962, Bronson foi premiada com o Prêmio Oveta Culp Hobby do Departamento de Saúde, Educação e Bem-estar por seu trabalho, servindo os Nativo-Americanos, e se aposentou do serviço público, movendo-se para Tucson. Depois de um acidente vascular cerebral em 1972, Bronson diminuiu, mas não parou seu ativismo pelos direitos dos Nativo-Americanos. Em 1978, Bronson foi uma das premiados da Conferência Nacional do Filho Indígena por seu compromisso com a melhoria da qualidade de vida das crianças.
Bronson morreu em 12 de junho de 1982, em Tucson, Arizona.